# Freddy Rodriguez (Saxophonist)
Freddy Rodriguez (* 9. Februar 1931 in Denver, Colorado; † 25. März 2020 ebendort) war ein amerikanischer Jazzmusiker (Alt- und Tenorsaxophon).

## Leben und Wirken
Rodriguez lernte ab 1942 an der Baker Junior High School seiner Geburtsstadt Klarinette; bald wurde er  von Artie Shaw beeinflusst. Unter dem Einfluss von Coleman Hawkins und Lester Young stieg er in der West High School auf das Alt- und Tenorsaxophon um. Er besuchte Konzerte der durchreisenden Jazzgrößen im Rainbow Ballroom und begann eine Karriere als Profimusiker. 1948 wurde er Zeitsoldat und spielte in einem Militärorchester, das bei Seattle stationiert war. Daneben trat er mit zahlreichen Musikern auf, die auf Tournee waren.
1958 zog Rodriguez mit seiner Familie nach New York City, konnte aber dort in der Jazzszene nicht rasch Fuß fassen. 1960 zog die Familie angesichts der prekären Lebensverhältnisse nach Los Angeles. 1962 und 1963 spielte er neben Charles Lloyd in der Bigband von Gerald Wilson. Er arbeitete mit Horace Tapscott sowie mit Harold Land und begleitete Nancy Wilson. Dann gehörte er zu Tommy Peltiers Jazz Corps, das im Lighthouse Cafe von Hermosa Beach auftrat; mit ihm veröffentlichte er Platten auf dem Label Pacific Jazz, zuletzt mit Roland Kirk. Tom Lord listet vier Aufnahmen von Rodriguez zwischen 1963 und 1965. 1968 erlitt Tommy Peltier einen Leistenbruch, der seine Jazzkarriere beendete, und sein Jazz Corps löste sich auf.
1973 kehrte Rodriguez mit seiner Familie nach Denver zurück, wo er auch in anderen Berufen tätig war. Daneben machte er weiterhin Musik. 40 Jahre lang trat er dort jeden Mittwoch in Clubs auf – für 20 Jahre im El Chapultepec, zuletzt drei Wochen vor seinem Tod. Rodriguez schrieb den Choral We Lift Our Hands. Nach einer Infektion mit dem Corona-Virus SARS-CoV-2 wurde er ins Krankenhaus eingewiesen, wo er nach zehn Tagen an den Folgen von COVID-19 starb.